# Croix d'honneur pour service militaire à l'étranger
La Croix d'honneur pour service militaire à l'étranger (néerlandais : Erekruis voor Militaire Dienst in het Buitenland),est une décoration militaire belge. Elle fut instituée le 16 juin 1997 et est décernée aux soldats, sous-officiers et officiers des forces armées belges qui ont servi sur une longue durée en République Fédérale d'Allemagne, Zaïre (actuellement République démocratique du Congo), Rwanda et Burundi.

## Classes
La Croix d'honneur est décernée dans 3 classes basées sur la durée du service sur le territoire concerné et qui ne doit pas nécessairement être continu :
- La première classe est décernée pour 15 ans de service
- La seconde classe pour 10 ans de service
- La troisième classe pour 5 ans de service

Cependant, en fonction de la région où le service eut lieu, une année de service actuel peut compter pour plus qu'une année.
Un an de service au Congo, Rwanda ou Burundi compte comme cinq années, un an de service sur le rideau de fer compte pour 3 ans et un an de service au milieu de l'Allemagne de l'ouest compte pour 2 ans.

## Insigne
La médaille est une étoile dorée avec une perle rouge à chaque branche. L'étoile est suspendue au ruban par une couronne royale et un anneau. L'avers de la médaille montre un lion dorée sur un fond noir entourée d'un cercle bleu avec la devise Pro Patria. Le revers montre une couronne de lauriers entourant 2 épées croisées.
Le ruban est bleu azur avec une bordure pourpre de chaque côté et une ligne verticale centrale dont la couleur dépend de la classe : or pour la 1re, argent pour la 2e et rouge pour la 3e.
| Première Classe Avers | Deuxième Classe Avers | Troisième Classe Avers | Troisième Classe Revers |
| --------------------- | --------------------- | ---------------------- | ----------------------- |
|                       |                       |                        |                         |